# Nandzadyn Buregdá
Nandzadyn Buregdá (mongolsky Нанзадын Бүрэгдаа; * 8. června 1955) je bývalý mongolský zápasník, volnostylař. V roce 1980 na olympijských hrách v Moskvě vybojoval ve volném stylu v kategorii do 52 kg šesté místo. V roce 1981 vybojoval bronz, v roce 1983 sedmé a v roce 1985 páté místo na mistrovství světa.